# Reações internacionais à Guerra Civil Síria
As reações internacionais à guerra civil da Síria têm sido diversas, feita por organizações mundiais, governos estrangeiros, instituições internacionais e empresas transnacionais de fora da Síria. No Ocidente, a resposta contra a postura do regime do presidente sírio Bashar al-Assad tem sido quase universal, com vozes pedindo sua renúncia e o fim da repressão política e da violência. Já no Oriente Médio, houve uma reação mista, em quanto alguns governos e organizações apoiavam a oposição síria, outras fações demonstraram simpatia pelo regime Assad. Países como Rússia e Irã, declararam abertamente apoiar, militar e financeiramente, o governo sírio. Enquanto a República Popular da China adota uma posição ambígua, condenando a violência, porém ao mesmo tempo vetando qualquer sanção pesada no Conselho de Segurança da ONU contra o regime de Damasco.

## Organizações
A Liga Árabe, a União Europeia, Nações Unidas e vários outros governos e organizações ocidentais condenaram a violência perpetrada  pelo governo sírio pelo país e demonstraram apoio ao direito dos opositores de se expressar. Tanto a Liga Árabe quanto a Organização da Conferência Islâmica suspenderam a Síria do seu grupo.

## Propostas de paz
Várias iniciativas de paz e planos para resolver a crise na Síria foram apresentadas, sem muito sucesso. Entre algumas das principais tentativas de negociação, foi à proposta da Liga Árabe lançada em dezembro de 2011 que foi considerada um fracasso. A Rússia também tentou propor uma saída, mas não conseguiu nada.
No começo de 2012, a iniciativa "Amigos da Síria" foi estabelecida, que resultou numa conferência multinacional na Tunísia. Também houve várias reuniões na Turquia em abril. Nesta iniciativa a Rússia, China e o Irã não participaram por considerá-la unilateral e a favor da oposição, chamada de "inimigos da Síria" pelo regime de Assad. Em fevereiro, Kofi Annan, ex-Secretário Geral da ONU, propôs um novo plano de paz. Este plano foi chamado de o mais promissor para resolver o conflito, cuja prioridade era um cessar-fogo imediato e bilateral em abril de 2012. O regime sírio anunciou que aceitava a proposta e que faria seu exército recuar, porém os militares do governo reiniciaram a ofensiva e não demonstraram sinais de que retrocederiam em seu avanço. A oposição síria, a ONU, ativistas de direitos humanos e governos ocidentais denunciaram que Bashar al-Assad, o presidente sírio, desrespeitou o plano de paz que ele próprio havia aceitado semanas antes e desobedeceu o cessar-fogo declarado por ele mesmo, no prazo estabelecido pela ONU, ao retomar os ataques à áreas controladas pela oposição, em abril de 2012. Por sua vez o governo sírio exigiu "garantias por escrito" da oposição para retirar as tropas e após o prazo estabelecido acusou a oposição de violar o acordo com "ataques terroristas", apesar do emissário Kofi Annan concluir que o fim das hostilidades aparentava estar sendo respeitado. Segundo Ban Ki-moon, atual Secretário Geral da ONU, uma "frágil paz" teria coberto a Síria. No dia 12 de abril, dois dias após o prazo final para imposição do cessar-fogo, um civil e um soldado morreram na cidade de Hama, durante uma nova ofensiva do governo.
Em 15 de agosto de 2012, Kofi Annan foi dispensado do cargo de mediador da ONU para a questão síria. Dois dias depois, o posto foi dado ao diplomata argelino Lakhdar Brahimi.

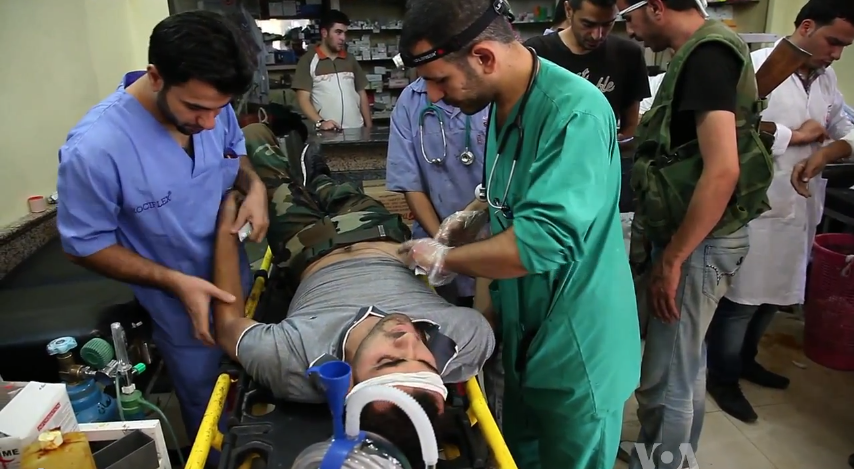
Médicos sírios tratando de rebeldes e civis feridos em Alepo.

Em 29 de novembro, o Comitê Nacional de Coordenação para Mudança Democrática, único grupo de oposição "tolerada" pelo regime de Assad, que "repudia a interferência estrangeira nos assuntos internos sírios" e alega querer instaurar uma democracia na Síria, informou, em uma reunião com a Rússia, que estava disposta a negociar com as autoridades sírias uma mudança no sistema político do país e propôs utilizar "agentes externos", mas apenas para conseguir frear a violência no país. Ainda em novembro, o mediador internacional para a Síria, Lakhdar Brahimi, se encontrou com membros do regime e da oposição para tentar fechar um acordo de paz entre as partes e acertar a instauração de um governo de transição, sem exigir a renúncia imediata do presidente Bashar al-Assad, que é a principal exigência da organização autointitulada Coalizão Nacional Síria, grupo este formado pela união das principais frentes opositoras a Assad. Em 16 de dezembro, o governo iraniano apresenta um plano de paz de 6 pontos para a questão síria exigindo o fim imediato a todas as ações armadas, um processo da ONU de monitoração da transição, que o governo de Damasco e a oposição cooperem com a ONU e seu comitê especial para parar operações armadas especialmente nas áreas residenciais para restaurar a paz e estabilidade, uma distribuição imediata, séria e justa de ajudas humanitárias para os cidadãos sírias, o fim das sanções econômicas contra o povo da Síria, a fim de preparar o terreno para o retorno de todos os refugiados sírios para sua terra natal, a retomada dos diálogos nacionais abrangentes por diferentes partidos opositores políticos e sociais e Damasco rapidamente formar uma comissão de reconciliação nacional; a fim de formar um governo de unanimidade de transição, uma eleição livre e justa para a formação de um novo Parlamento e do Senado e da composição de uma constituição e a libertação imediata de todos os presos políticos de todos os partidos do governo e os grupos de oposição, e criação de um tribunal de justiça competente para investigar os casos de pessoas que cometeram crimes no país que o governo sírio assumiu que aceitaria acata-lo. Cinco dias depois, a oposição síria anunciou que rejeitaria o plano de paz, sob a alegação de que "o regime de Assad estava caindo e que ele e suas nações aliadas tentavam lançar propostas furadas para evitar o inevitável". A oposição voltou a falar que rejeitaria qualquer proposta de paz imposta a eles que não tirasse Assad imediatamente do poder.
Frente a uma série de derrotas militares, em 6 de janeiro de 2013, Assad fez sua primeira aparição em público depois de três meses e conclamou seus apoiadores a resistir. No discurso, feito diante de uma plateia da simpatizantes, o presidente sírio propôs um novo plano de paz, com uma "conferência de reconciliação" mas alertou que não convocaria para as negociações aqueles que, segundo ele, "traíram a Síria" e voltou a chamar a oposição de "terroristas" e disse que a maioria dos combatentes não são sírios, mas sim extremistas ligados a Al-Qaeda, comparando a situação atual da Síria ao do Afeganistão durante a guerra afegã-soviética na década de 1980. Apesar de abrir espaço para o diálogo, o presidente não citou no discurso qualquer possibilidade de renunciar. Enquanto Irã e Rússia aprovaram o discurso de Bashar al-Assad, líderes da oposição e das potências ocidentais o chamaram de "fraco e fora da realidade". O líder da Coalizão nacional síria disse que "o ditador está cercado e ficando sem opções". Uma nova reunião, de iniciativa dos governos russo e americano, foi marcada para tentar resolver o conflito pacificamente, mas não tem uma data definida para acontecer. Os rebeldes anunciaram que boicotariam a reunião, a não ser que recebam mais apoio (em armamentos) dos países aliados no ocidente. Em 22 de janeiro, foi organizada uma nova conferência de paz chamada Genebra II, com a participação de representantes de diversos países, da ONU, da Liga Árabe, da União Europeia e da Organização da Conferência Islâmica e, naturalmente, das duas partes diretamente envolvidas no conflito. Enquanto a oposição impõe como pré condição para conversas a saída de Assad do poder para que um governo de transição assumisse, o regime negou a possibilidade da renúncia do líder e afirmou que a oposição a ele não é legitima.